# Supercopa de España 2016
La Supercopa de España 2016 è stata la trentatreesima edizione della Supercoppa di Spagna.
Si è svolta il 14 e 17 agosto 2016 in gare di andata e ritorno tra il Barcellona, vincitore della Primera División 2015-2016, e il Siviglia, finalista della Coppa del Re 2015-2016, vinta sempre dai blaugrana.
Ad aggiudicarsi il trofeo è stato il Barcellona, che si è imposto per 2-0 nella gara d'andata al Ramón Sánchez-Pizjuán e per 3-0 nella gara di ritorno al Camp Nou.

## Partecipanti
| Squadre    | Qualificazione                                                            | Partecipazioni precedenti (il grassetto indica la vittoria)                                                                 |
| ---------- | ------------------------------------------------------------------------- | --- |
| Barcellona | Vincitore della Primera División 2015-2016 e della Coppa del Re 2015-2016 | 20 (1983, 1985, 1988, 1990, 1991, 1992, 1993, 1994, 1996, 1997, 1998, 1999, 2005, 2006, 2009, 2010, 2011, 2012, 2013, 2015) |
| Siviglia   | Finalista della Coppa del Re 2015-2016                                    | 2 (2007, 2010) |

## Tabellini

### Andata
| Arbitro: | Gil Manzano |

|  |           |                      |
|  | Marcatori | 54’ Suárez 81’ Munir |

| Siviglia | Barcellona |

| GK              | 1  | Sergio Rico            |     |     |
| RB              | 25 | Mariano                |     |     |
| CB              | 23 | Adil Rami              |     |     |
| CB              | 24 | Gabriel Mercado        | 32’ |     |
| LB              | 18 | Sergio Ecudero         |     | 55’ |
| DM              | 4  | Matías Kranevitter     |     | 69’ |
| RM              | 20 | Vitolo (c)             |     |     |
| CM              | 14 | Hiroshi Kiyotake       |     |     |
| CM              | 22 | Franco Vázquez         | 78’ |     |
| LM              | 15 | Steven Nzonzi          | 70’ |     |
| CF              | 9  | Luciano Vietto         |     | 61’ |
| A disposizione: |    |                        |     |     |
| GK              | 31 | José Antonio Caro Díaz |     |     |
| MF              | 8  | Vicente Iborra         |     |     |
| MF              | 10 | Jevhen Konopljanka     |     |     |
| MF              | 11 | Joaquín Correa         |     |     |
| MF              | 17 | Pablo Sarabia          |     | 55’ |
| MF              | 19 | Ganso                  |     | 69’ |
| FW              | 12 | Wissam Ben Yedder      |     | 61’ |
| Allenatore:     |    |                        |     |     |
| Jorge Sampaoli  |    |                        |     |     |

| GK              | 13 | Claudio Bravo      |     |     |
| RB              | 20 | Sergi Roberto      |     |     |
| CB              | 3  | Gerard Piqué       |     |     |
| CB              | 14 | Javier Mascherano  |     |     |
| LB              | 24 | Jérémy Mathieu     |     | 27’ |
| CM              | 4  | Ivan Rakitić       |     |     |
| CM              | 5  | Sergio Busquets    | 58’ |     |
| CM              | 8  | Andrés Iniesta (c) |     | 36’ |
| RF              | 10 | Lionel Messi       |     |     |
| CF              | 9  | Luis Suárez        | 83’ |     |
| LF              | 7  | Arda Turan         |     | 77’ |
| A disposizione: |    |                    |     |     |
| GK              | 25 | Jordi Masip        |     |     |
| DF              | 19 | Lucas Digne        |     | 27’ |
| DF              | 22 | Aleix Vidal        |     |     |
| DF              | 23 | Samuel Umtiti      |     |     |
| MF              | 6  | Denis Suárez       |     | 36’ |
| MF              | 21 | André Gomes        |     |     |
| FW              | 17 | Munir              |     | 77’ |
| Allenatore:     |    |                    |     |     |
| Luis Enrique    |    |                    |     |     |

### Ritorno
| Arbitro: | Alejandro José Hernández Hernández |

|                          |           |  |
| Turan 10’, 46’ Messi 55’ | Marcatori |  |

| Barcellona | Siviglia |

| GK              | 13 | Claudio Bravo     |     |     |
| RB              | 22 | Aleix Vidal       |     |     |
| CB              | 14 | Javier Mascherano |     |     |
| CB              | 23 | Samuel Umtiti     | 32’ |     |
| LB              | 19 | Lucas Digne       |     | 61’ |
| CM              | 6  | Denis Suárez      |     | 73’ |
| CM              | 5  | Sergio Busquets   |     | 74’ |
| CM              | 21 | André Gomes       |     |     |
| RF              | 10 | Lionel Messi (c)  |     |     |
| CF              | 17 | Munir             |     |     |
| LF              | 7  | Arda Turan        |     |     |
| A disposizione: |    |                   |     |     |
| GK              | 25 | Jordi Masip       |     |     |
| DF              | 3  | Gerard Piqué      |     |     |
| DF              | 18 | Jordi Alba        |     | 61’ |
| MF              | 4  | Ivan Rakitić      |     | 73’ |
| MF              | 16 | Sergi Samper      |     | 74’ |
| MF              | 20 | Sergi Roberto     |     |     |
| FW              | 9  | Luis Suárez       |     |     |
| Allenatore:     |    |                   |     |     |
| Luis Enrique    |    |                   |     |     |

| GK              | 1  | Sergio Rico            |     |     |
| CB              | 32 | Diego González         |     |     |
| CB              | 8  | Vicente Iborra (c)     |     |     |
| CB              | 24 | Gabriel Mercado        |     |     |
| RM              | 25 | Mariano                |     |     |
| CM              | 19 | Ganso                  |     | 57’ |
| CM              | 4  | Matías Kranevitter     |     |     |
| CM              | 17 | Pablo Sarabia          | 90’ |     |
| LM              | 10 | Jevhen Konopljanka     |     |     |
| CF              | 11 | Joaquín Correa         |     | 73’ |
| CF              | 12 | Wissam Ben Yedder      |     | 63’ |
| A disposizione: |    |                        |     |     |
| GK              | 31 | José Antonio Caro Díaz |     |     |
| MF              | 14 | Hiroshi Kiyotake       |     |     |
| MF              | 15 | Steven Nzonzi          |     |     |
| MF              | 20 | Vitolo                 | 88’ | 63’ |
| MF              | 22 | Franco Vázquez         |     | 57’ |
| FW              | 9  | Luciano Vietto         |     | 73’ |
| FW              | 36 | Juan Muñoz             |     |     |
| Allenatore:     |    |                        |     |     |
| Jorge Sampaoli  |    |                        |     |     |